# مايكروسوفت أزور
مايكروسوفت أزور (بالإنجليزية: Microsoft Azure) وكان يُعرف سابقًا باسم ويندوز أزور (Windows Azure)، هي منصة وخدمة حوسبة سحابية أطلقتها شركة مايكروسوفت، تتيح للمستخدمين إنشاء واختبار ونشر وإدارة التطبيقات والخدمات من خلال شبكة عالمية من مراكز البيانات التي تديرها مايكروسوفت.
يقدم مايكروسوفت أزور مجموعة واسعة من الخدمات السحابية، بما في ذلك:
- البرمجيات كخدمة (بالإنجليزية: Software as a Service)
- منصة العمل كخدمة (بالإنجليزية: Platform as a Service)
- البنية التحتية كخدمة (بالإنجليزية: Infrastructure as a Service)

كما يدعم العديد من لغات البرمجة والأدوات وأطر عمل (بالإنجليزية: Framework). بما في ذلك تلك الخاصة بمايكروسوفت وأنظمة تشغيل أخرى أيضًا.
تم الإعلان عن أزور في أكتوبر 2008 وتم إلغاؤه في فبراير 2010 كـ «ويندوز أزور» وتم إعادة  تسميته بـ «مايكروسوفت أزور» في مارس 2014.

## الخدمات

### خدمات الحوسبة
- تتيح الآلات الافتراضية وخدمات البنية التحتية كخدمة للمستخدمين إنشاء وتشغيل بيئات تعتمد على ويندوز أو لينكس، وغالبًا ما تكون مجهزة مسبقًا ببعض البرمجيات الشائعة.[3]

- خدمات التطبيقات، وهي بيئة المنصة كخدمة (PaaS) التي تمكّن المطورين من إنشاء ونشر وإدارة مواقع وتطبيقات الويب بسهولة.

- مواقع الويب: تتيح خدمة "أزور ويب سايت" للمطورين بناء مواقع باستخدام إيه إس بي دوت نت أو بي إتش بي أو نود.جي إس أو جافا أو بايثون. يمكن نشر هذه المواقع باستخدام بروتوكول نقل الملفات، أو غيت، أو ميركوريال، أو أزور ديف أوبس سيرفر، أو من خلال بوابة أزور.

تم الإعلان عن هذه الميزة كإصدار تجريبي في يونيو 2012 خلال "ملتقى مايكروسوفت أزور". ويمكن للعملاء اختيار إنشاء مواقع بهذه اللغات أو استخدام تطبيقات مفتوحة المصدر من المعرض. وتمثل هذه الخدمة جزءًا من عرض المنصة كخدمة، وأُعيدت تسميتها إلى "تطبيقات الويب" في أبريل 2015.
- وظائف الويب: هي تطبيقات يمكن نشرها ضمن بيئة خدمات التطبيقات لتنفيذ عمليات المعالجة الخلفية، سواء عند الطلب أو وفق جدول زمني أو بشكل مستمر. ويمكن استخدام خدمات بلوب، والجداول، والرتل للتواصل بين تطبيقات الويب، ووظائف الويب، وتطبيقات آي أو إس، مع توفير حالة التطبيق.

- تتيح خدمة كوبيرنيتيس على أزور (AKS) إنشاء مجموعات جاهزة للإنتاج بسرعة. تتولى أزور إدارة طبقة التحكم، بينما يتمتع العملاء بالمرونة في توسيع أو تخصيص طبقة البيانات.[5]

- في يوليو 2023، أُعلن عن التوفر العام لدعم "العلامة المائية" ضمن خدمة أزور سطح المكتب الافتراضي، وهي ميزة حماية اختيارية تعمل كرادع ضد تسرب البيانات عن طريق منع تصوير الشاشة أو نسخ المحتوى.[6]

خدمة التنقل
- تتيح خدمة التنقل بعمل تحليل للبيانات لحظة بلحظة والمتاح من خلال مايكروسوفت أزور بإرسال إخطارات للأجهزة المتنقلة.[7]

### خدمات تخزين البيانات
- متاح إمكانية تخرين كم هائل من البيانات والدخول والتعديل عليها أيضًا.[8][9]
- من ضمن الخدمات المتاحة أيضًا (إدارة البيانات[10] - المراسلة - خدمات الاعلام – الإدارة - تعلم الآلة)

## الأماكن
ازور متاح في 36 منطقة حول العالم، وقد اعلنت مايكروسوفت عن 4 أماكن أخرى. مايكروسوفت أول وأكبر مقدمى خدمة حوسبة سحابية بحيث أنها متعهدة بعمل التسهيلات اللازمة في قارة أفريقيا حيث تحتوى على موقعين بجنوب افريقيا

## الجدول الزمني
- اكتوبر2008_ تم الإعلان عن منصة ويندوز أزور
- مارس 2009_ تم الإعلان عن اس كيو ال أزور
- نوفمبر2009_ تحديث لويندوز أزور
- فبراير 2010_إصدار منحة ويندوز أزور التجارية
- يونيو2010_ تحديث لويندوز أزور ودوت نت فريموورك
- اكتوبر2010_تطوير وإضافة تحسن للمنصة
- ديسمبر2011_ إعلان عن اس كيو ال أزرو
- يونيو2012_إضافة مواقع ويب والالات افتراضية
- ابريل2014_ تم تغير اسمويندوز أزور إلى مايكروسوفت أزور[1]
- يوليو2014_عرض لتعلم الجمهور آلة أزور[11]
- نومبر2014_ انقطاع في الخدمة اثر على المواقع الرائدة من ضمنها MSN.com[12]
- سبتمبر2015_ تحول الخدمة السحابيه الاتبعة أزور وقدمت عبر منصة توزيع لينكس

## وصلات خارجية
- الموقع الرسمي